# الباحثون عن الحقيقة والعدالة
الباحثون عن الحقيقة والعدالة (بالإنجليزية: The Seekers of Truth and Justice) هي جماعة عمل سياسي نشطت من منتصف التسعينيات وحتى أوائل القرن الحادي والعشرين في السودان . أسس المجموعة خليل إبراهيم وتطورت في نهاية المطاف إلى حركة العدل والمساواة (JEM) في أوائل القرن الحادي والعشرين، وتميزت بإنشاء وتوزيع وثيقة مثيرة للجدل بعنوان " الكتاب الأسود ". كانت علاقتهم مع حكومة الخرطوم عدائية في أحسن الأحوال، وزاد التوتر مع تطور المنظمة.

علم السودان

## الأصول
نظم خليل إبراهيم جماعة الباحثين عن الحقيقة والعدالة التي دعمت في الأصل الجبهة الإسلامية القومية والإسلامي الشهير حسن الترابي. بعد أن تولت الجبهة الإسلامية القومية السلطة واستمرت في تهميش منطقة دارفور بنفس الطريقة التي اتبعتها الإدارة السابقة، نأى إبراهيم بنفسه عن الجماعة وتولى استقلالًا جديدًا في منظمته. كان الأعضاء في الغالب من الرجال الذين بدأوا في النظر إلى الإسلام في شبابهم كإجابة على القضايا السياسية في بلادهم. دعت جماعة الإخوان المسلمين إلى أن الإسلام السياسي سيجلب التزامًا صادقًا ومتساويًا لجميع المسلمين. ينتمي اغلب لداعمين الأساسيين للجماعة من قبيلة الزغاوة، وتحديدًا فرع كوبي الذي ينتمي إليه جبريل إبراهيم. ويُتكهن أيضًا بأن العديد من الزغاوة قرروا الانضمام إلى الميليشيات بعد أن فشلت الحكومة في فرض اتفاقية سلام من سنوات سابقة، والتي تتطلب من البدو العرب "دفع دية للزغاوة الذين قتلوهم". من بين الأعضاء الأصليين للمجموعة بناءً على مناصبهم الأقدمية في حركة العدل والمساواة زكريا عباس، وعمر كرمة، وحميد يوسف المحيل، وصالح التوم عباس، وحميد مصعب.

### تأثير الإخوان المسلمين
تمثلت استراتيجية جماعة الإخوان المسلمين في الخرطوم في استهداف طلاب جامعة الخرطوم من خلال تشكيل "جبهة الوحدة الطلابية". وكان حسن الترابي أحد أبرز قادة الإخوان المسلمين في السودان، والذي دعا إلى إعادة هيكلة تنظيم الجماعة بدلًا من الكفاح المسلح. وفي عهد الترابي، أسس الإخوان السودانيون الجبهة الإسلامية القومية كبديل للنظام القائم في سبعينيات القرن الماضي. ومن خلال هذه الحركة، تمكن خليل إبراهيم من اكتساب زخم كافٍ لتشكيل جماعة "الباحثون عن الحقيقة والعدالة".

## الاهداف
يتجلى هدف جماعة "باحثي الحقيقة والعدالة" في اسمها وفي أسطورة عمليتها الأكثر نجاحًا، "الكتاب الأسود". حيث كان " التهميش السياسي والاقتصادي والاجتماعي للمنطقة" هو السبب الصريح لمقاومتهم وكان لهدفهم الشامل أجندة وطنية مرتبطة به. لم يكن إبراهيم وأتباعه يريدون تمثيلًا متساويًا لسكان دارفور فحسب، بل أرادوا أيضًا تغييرًا شاملاً للنظام. ولتحقيق هذا الهدف، نفذوا سلسلة من العمليات الإعلامية التي أدت في النهاية إلى نشر دعايتهم على نطاق واسع.
حاولوا جمع معلومات بشأن النافذين في حكومة الخرطوم، على الرغم من تاريخ الحكومة غير الشفاف والمراقب. وبسبب تورط زعيمهم، خليل إبراهيم، في الماضي مع كل من الحكومة وحسن الترابي (زعيم إسلامي في السودان)، تمكنت المجموعة من الوصول إلى وثائق حكومية أكثر من المواطن العادي. ومن خلال إعلام السكان بنقص تمثيلهم المدعوم بأدلة ملموسة، تأمل المجموعة في شحن مشاعر الناس وبالتالي إشعال شرارة تمرد.

## الكتاب الأسود
الكتاب الأسود: اختلال توازن القوة والثروة في السودان ، الذي عُرض لأول مرة في مايو 2000، جمع إحصاءات تكشف عن تناقضات في نظام الحكومة السودانية. من ناحية، أوضح أن الغالبية العظمى من المناصب الحكومية الرسمية يشغلها أفراد من ثلاث قبائل لا تشكل سوى 5.4٪ من إجمالي سكان السودان. أدرج الباحثون عن الحقيقة والعدالة هذه المعلومات لإظهار أن معظم السودانيين لم يتم تمثيلهم بشكل صحيح في السلطة بسبب هذا التفاوت، ثانيًا، انتقد الجبهة الإسلامية القومية (NIF) التي أطاحت بالحكومة قبل أكثر من عقد من الزمان. اتهم الكتاب الأسود الجبهة الإسلامية القومية بارتكاب نفس المظالم التي ارتكبها النظام السابق، على الرغم من الوعود بإنهائها. كانت الرسالة الشاملة للكتاب هي أن الحكومة في الخرطوم تهيمن عليها أقلية عربية، مما أدى إلى حرمان وتهميش السودانيين غير العرب في أماكن أخرى في جميع أنحاء البلاد.

### دوره في التمرد في دارفور
قامت المجموعة طبعوتوزيع أكثر من 1600 نسخة من الكتاب الأسود. تم توزيع غالبية النسخ خارج المساجد بعد صلاة العشاء يوم الجمعة على السكان المحليين. تم نشر بضع مئات في الخارج، وترك الباقي على مكاتب مسؤولي حكومة الخرطوم ليروه عند عودتهم من صلاتهم أيضًا. كان اختيارهم للتوزيع استراتيجيًا: (1) نشر الوثيقة في الخارج نبه بقية العالم إلى الوضع الذي كانت فيه السودان، (2) نشر أكبر قدر من الوثيقة على السكان المحليين أبلغهم جميعًا دفعة واحدة أنهم الأغلبية وبالتالي قوة هائلة ضد حكومة الأقلية، و (3) توفير نسخة لمسؤولي الحكومة نبه الخرطوم إلى وجود مستوى جديد من الشفافية في أعمالهم الداخلية التي أصبحت علنية للتو. اندلعت التمرد أخيرًا في دارفور بعد أقل من عامين من إصدار الكتاب الأسود.

## حركة العدل والمساواة
بعد شنّ عملية "الكتاب الأسود" الضخمة والناجحة، تطوّرت جماعة "باحثو الحقيقة والعدالة" إلى حركة العدل والمساواة (JEM). وهي جماعة متمردة دارفورية أكبر وأكثر تشددًا. وبالتعاون مع جيش تحرير السودان ، شنّت حركة العدل والمساواة عدة هجمات عنيفة ضد حكومة الخرطوم في محاولة لتعزيز أجندتها الوطنية الرامية إلى تغيير النظام. ورغم قوتها الجبارة، إلا أنها لم تنجح في إزاحة الرئيس البشير من منصبه كرئيس للحكومة السودانية.

## الحالة الحالية
لم يعد الباحثين عن الحقيقة والعدالة موجودين كما كانوا في البداية؛ إذ يستخدمون أدوات القوة الناعمة والحرب النفسية لتعبئة الجماهير. ومع ذلك، لا تزال حركة العدل والمساواة - وهي التطور الأكثر عنفًا ونضاليةً لأنصار الحق يقهوالعدالة - موجودةً ونشطةً في السودان اليوم كجماعة دارفورية متمردة.
أحد أكبر التجمعات المتمردة البديلة في دارفور هو جيش تحرير السودان (SLA)، الذي انقسم إلى فصيلين وفقًا لقادته: عبد الواحد محمد نور وميني اركو ميناوي. تستخدم كلتا المجموعتين أدوات القوة الصارمة في هجماتهما. كانت الكتلة السودانية لتحرير الجمهورية (SBLR) وكذلك حركة التحرير والعدالة (LJM) منظمتين مستقلتين في السابق، لكنهما انضمتا مؤخرًا إلى حركة العدل والمساواة. تم إنشاء الحركة الشعبية لتحرير السودان - شمال (SPLM-N) كمضاد شمالي للحركة الشعبية لتحرير السودان الموجودة بالفعل. في عام 2011، اندمجت كل هذه الحركات لتشكيل الجبهة الثورية السودانية (DRF).